# ГЕС Корбені (Відрару)
ГЕС Корбені (Відрару) — гідроелектростанція у південній частині Румунії в повіті Арджеш (історичний регіон Мунтенія). Побудована на річці Арджеш (ліва притока Дунаю), де становить верхню ступінь у каскаді.
Основною греблею у складі гідрокомплексу є Відрару. Це бетонна аркова споруда висотою 167 метрів та довжиною по гребеню 307 метрів. При товщині від 25 метрів (біля основи) до 6 метрів на її спорудження пішло 480 тис. м3 матеріалу. Гребля створила водосховище довжиною 14 км із площею поверхні 8,7 км2 та об'ємом 485 млн м3 (корисний об'єм 320 млн м3).
Природний сток Арджешу у сховище Відрару становить в середньому 7,5 м3/сек. Додатково ресурс для роботи станції в обсязі 12,2 м3/сек постачається за рахунок водозбірного тунелю Doamnei — Valea cu Pesti довжиною 19,2 км та діаметром 2,8—3,2 метра і каналу Тополог — Кумпана довжиною 7,6 км. Тунель постачає воду зі східного напрямку, із сточищ лівих приток Арджешу Doamnei та Valsan, і для його наповнення на цих річках споруджено допоміжні греблі висотою 33,5 та 27 метрів відповідно, виконані у вигляді арочних бетонних споруд. Канал перекидає воду із басейну Олту (тече в Дунай західніше долини Арджешу), починаючись від річки Тополог. Також у сховище Відрару надходить вода із потоків Stea та Limpedea через короткі галереї довжиною 0,9 та 0,3 км. Загальна довжина водозбірних шляхів становить 29,5 км.
Всього в процесі будівництва комплексу проклали 42 км тунелів, провели виїмку 1,8 млн м3 породи (в тому числі 1 млн м3 у підземних спорудах) та використали 930 тис. м3 бетону (в тому числі 400 тис. м3 під землею).
Від греблі до машинного залу веде тунель довжиною 2 км та діаметром 5,15 метра, що переходить у напірну шахту довжиною 0,33 км. В сукупності така схема забезпечує напір у 324 метри. Сам зал знаходиться на глибині 104 метри під долиною Арджеш та має розміри 16,7х67,8 метра і висоту 31,7 метра. Він обладнаний чотирма гідроагрегатами з турбінами типу Френсіс потужністю по 55 МВт та гідрогенераторами по 61 МВА. Відпрацьована вода через тунель довжиною 11,1 км потрапляє назад до Арджеш перед початком водосховища ГЭС Oiesti.
Видача продукції відбувається по ЛЕП, що працює під напругою 220 кВ.
У липні 1974 року в результаті ерозії бетону та розмиву гірської породи розпочався аварійний витік води із сховища зі швидкістю 600 м3/сек, який призвів до руйнування мостів та будинків нижче за течією, під час чого загинули дві особи.
В середині 2010-х років на ГЕС розпочали роботи з реновації, вартість яких запланована у 82 млн євро.